# Дискурсивне мислення
Дискурси́вне ми́слення (лат. discursus — міркування) — форма розумового процесу, в якому відбувається послідовний перебір різних варіантів вирішення задачі, найчастіше на основі зв'язного логічного міркування, де кожен наступний крок обумовлений результатом попереднього. Підсумком такого розумового процесу є умовивід. Основні форми дискурсивного мислення — дедукція та індукція.
Дискурсивне мислення зазвичай протиставляють згорнутому, інтуїтивному розумовому процесу.
Проте і дискурсивне мислення має неусвідомлені компоненти. Коли ж такі компоненти домінують, воно набуває вигляду інтуїції (лат. intueor — пильно дивлюся) — нібито безпосереднього і майже раптового акту пізнання, що здійснюється без достатньо логічних підстав.